# بيتر جونسون (لاعب اتحاد الرغبي)
بيتر جونسون (بالإنجليزية: Peter Johnson)‏ هو لاعب اتحاد الرغبي أسترالي، ولد في 27 يوليو 1937 في سيدني في أستراليا، وتوفي في 12 يوليو 2016.

## وصلات خارجية
- بيتر جونسون عل موقع إسبنسكروم (الإنجليزية)
- بيتر جونسون على موقع قاعة أستراليا للمشاهير الرياضية (الإنجليزية)